# 法比奧·貝拉爾迪
法比奧·貝拉爾迪（義大利語：Fabio Berardi；1959年5月26日—），是一名聖馬利諾政治人物。

## 政治生涯
- 2001年4月～10月：出任聖馬利諾執政官。
- 2001年10月～2003年12月：擔任規劃、環境和農業部國務秘書。
- 2004年1月～2006年7月：擔任聖馬利諾外交和政治事務部長[2][3]，直到7月21日由菲奧倫佐·斯托菲（英语：Fiorenzo Stolfi）接任。
- 2006年7月～至2008年9月：擔任公共衛生部長。[4]
- 2008年12月起，擔任旅遊，體育，經濟規劃和關係事務國務秘書。[5]
- 201610月～2017年4月：二度出任執政官。